# Tursko Wielkie
Tursko Wielkie est une localité polonaise de la gmina d'Osiek, située dans le powiat de Staszów en voïvodie de Sainte-Croix.